# Wilopo
Wilopo (né le 21 octobre 1909 à Purworejo et mort le 1er juin 1981 à Jakarta) est un homme d'État indonésien.
Il est le 7e Premier ministre d'Indonésie, du 1er avril 1952 au 30 juillet 1953, sous la présidence de Soekarno. 

## Biographie
Il a également été ministre du Travail en 1949 et 1950 et ministre des Affaires étrangères en 1952.